# Lauri Silvennoinen
Lauri Silvennoinen (n. 7 noiembrie 1916, Kesälahti, Marele Principat al Finlandei, Imperiul Rus – d. 24 decembrie 2004, Lahti, Finlanda) a fost un schior de fond ce a reprezentat Finlanda, medaliat olimpic. A participat la o ediție a Jocurilor Olimpice (1948) în care a câștigat o medalie de argint.

## Participări
Lista de mai jos prezintă principalele competiții la care a participat Lauri Silvennoinen de-a lungul carierei.
- cross-country skiing at the 1948 Winter Olympics – men's 4 × 10 km relay[*]